# 7 Rings
«7 Rings» (с англ. — «7 колец») — второй сингл американской певицы Арианы Гранде с её пятого студийного альбома Thank U, Next. Песня вышла 18 января 2019 года на лейбле Republic Records. Песня была написана группой авторов, включая Гранде, Victoria McCants, Tayla Parx, Njomza Vitia, Kimberly Krysiuk, Michael Foster, Томми Браун и Чарльз Браун, при продюсировании последних трёх названных. Также включает сэмпл из песни «My Favorite Things», написанной в 1959 году американскими композиторами Оскаром Хаммерстайном и Ричардом Роджерсом для мюзикла «Звуки музыки» (The Sound of Music, 1959). Песня дебютировала под номером один в американском чарте Billboard Hot 100. Она провела восемь недель подряд на вершине чарта и 33 недели в целом. «7 Rings» занял первое место в чарте Billboard по итогам десятилетия среди его лучших треков за десятилетие 2010-х годов. После выпуска он побил несколько рекордов и достиг огромного коммерческого успеха за рубежом, возглавил чарты в 19 странах, включая Австралию, Финляндию, Венгрию, Новую Зеландию, Шотландию, Швейцарию, Великобританию и США, а также попал в первую десятку в 10 странах. «7 Rings» стала пятой самой продаваемой песней 2019 года по всему миру с более чем 13,3 миллионами копий и является одной из самых продаваемых песен в цифровой истории.
Песня была встречена музыкальными критиками со смешанными и положительными отзывами. Она получила номинации на Запись года и Лучшее сольное поп-исполнение на 62-й ежегодной премии Грэмми и была включена в список лучших песен Billboard по итогам 2019 года. Сопровождающее ее музыкальное видео, снятое Ханной Лакс Дэвис, получило признание критиков и получило награду за лучшую художественную режиссуру на MTV Video Music Awards 2019 года. Ремикс на песню с участием американского рэпера 2 Chainz был выпущен 1 февраля 2019 года.

## История
За несколько недель до выхода трека Republic Records связалась с Imagem/Concord Music, которой принадлежат права на публикацию Rodgers & Hammerstein, и согласилась предоставить им 90 процентов гонораров за написание песен, чтобы приобрести права на выпуск песни.
Гранде впервые упомянула этот трек в музыкальном видео для песни «Thank U, Next», в котором использовался инструментал будущей песни, а также на табличке автомобиля, в котором она ехала, была надпись"7 RINGS".
Певица описала песню как гимн дружбы, позже опубликовав обложку сингла в Instagram вместе с датой его выхода, 18 января.

## Награды и номинации
| Год  | Организация              | Награда                           | Результат | Ссылка |
| ---- | ------------------------ | --------------------------------- | --------- | ------ |
| 2019 | Teen Choice Awards       | Выбор песни: Певица               | Номинация | [ 9 ]  |
| 2019 | MTV Video Music Awards   | Лучший монтаж                     | Номинация | [ 10 ] |
| 2019 | MTV Video Music Awards   | Лучшее художественное направление | Победа    | [ 10 ] |
| 2019 | MTV Video Music Awards   | Лучший гимн                       | Номинация | [ 11 ] |
| 2019 | People's Choice Awards   | Песня года                        | Номинация | [ 12 ] |
| 2019 | People's Choice Awards   | Музыкальное видео года            | Номинация | [ 12 ] |
| 2019 | MTV Europe Music Awards  | Лучшая песня                      | Номинация | [ 13 ] |
| 2019 | American Music Awards    | Любимое музыкальное видео         | Номинация | [ 14 ] |
| 2020 | Grammy Awards            | Запись года                       | Номинация | [ 15 ] |
| 2020 | Grammy Awards            | Лучшее поп-соло                   | Номинация | [ 15 ] |
| 2020 | iHeartRadio Music Awards | Лучший текст                      | Номинация | [ 16 ] |
| 2020 | iHeartRadio Music Awards | Лучшая хореография                | Номинация | [ 16 ] |
| 2020 | iHeartRadio Music Awards | Лучшее музыкальное видео          | Номинация | [ 16 ] |

## Коммерческий успех
В США сингл «7 Rings» дебютировал 2 февраля 2019 года и сразу на первом месте хит-парада Billboard Hot 100. Он стал вторым чарттоппером Гранде за год и в карьере (первым был «Thank U, Next»), а также 33-м дебютом на первом месте в истории хит-парада. Одновременно сингл возглавил чарты Streaming Songs (85,3 млн стримов) и Digital Song Sales (96,000 загрузок). Гранде стала пятым исполнителем в истории с несколькими дебютами на вершине после таких музыкантов как Мэрайя Кэри (3), Джастин Бибер (2), Дрейк (2) и Бритни Спирс (2). Но Гранде первый музыкант в истории Hot 100, у которого все первые два чарттоппера сразу дебютировали на высшей позиции. «7 Rings» сохранив четвёртую неделю первое место, позволил Гранде повторить исторический рекорд полувековой давности. Сразу три её сингла были на первых трёх местах чарта в одну неделю: на № 2 дебютировал «Break Up with Your Girlfriend, I'm Bored» и на № 3 находился «Thank U, Next». Впервые этого достижения в 1964 году добилась британская группа The Beatles.
В чарте с датой выхода 30 марта 2019 года сингл «7 Rings» певицы Арианы Гранде 7 недель возглавлял американский хит-парад. С учётом того, что ранее хит «Thank U, Next» уже был 7 недель на вершине чарта, то это значит, что певица стал одной из 20 исполнителей за всю историю у которых было не менее двух хитов, которые продержались на первом месте по семь и более недель. Лидирует с 5 такими суперхитами на № 1 с 7+ недель на вершине канадский рэпер Дрейк. Далее идут: 4 суперхита (Мэрайя Кэри, Рианна), 3 (Бейонсе, Boyz II Men, Эминем), 2 (50 Cent, Адель, The Beatles, The Black Eyed Peas, Ариана Гранде, Джанет Джексон, Майкл Джексон, Jay-Z, Maroon 5, Nelly, Santana, T.I., Usher, Фаррелл Уильямс).
В Великобритании сингл «7 Rings» стал четвёртым хитом Гранде на первом месте британского хит-парад, одновременно поставив рекорд по наибольшему числу стримов в неделю (16,9 млн).

## Музыкальное видео
Превью клипа для этой песни было впервые показано 14 января 2019 года. Музыкальное видео сняла американская клипмейкер Ханна Люкс Дэвис, а его выход прошёл одновременно с синглом 18 января 2019 года на аккаунте певицы в Youtube. В журнале Billboard видео, снятое в розовых тонах, было названо «нахальным», так как Гранде и её друзья показывают свои бриллиантовые кольца на роскошной вечеринке в «особняке, украшенном бриллиантами, граффити и башней с шампанским».

## Участники записи
Источник Tidal.
- Ариана Гранде — вокал
- Виктория Монет — бэк-вокал, продюсер
- Тейлор Паркс — вокал
- Чарльз Андерсон — продюсер, программист
- Майкл Фостер — продюсер, программист
- Томми Браун — продюсер, программист
- Билли Хикки — звукорежиссёр
- Брендан Моравски — звукорежиссёр
- Джон Хейнс — звукорежиссёр по сведению
- Шон Кляйн — помощник звуокрежиссёра
- Сербан Генеа — сведение
- 2 Chainz — известный исполнитель (ремикс)
- Finis «KY» White — вокальное сведение (ремикс)

## Чарты
| Чарт (2019)                                 | Высшая позиция |
| ------------------------------------------- | -------------- |
| Аргентина (Argentina Hot 100)               | 24             |
| Австралия (ARIA)                            | 1              |
| Австрия (Ö3 Austria Top 40)                 | 2              |
| Бельгия/Фландрия (Ultratop 50)              | 4              |
| Бельгия/Валлония (Ultratop 50)              | 6              |
| Бразилия (União Brasileira de Compositores) | 10             |
| Боливия (Monitor Latino)                    | 5              |
| Канада (Billboard Canadian Hot 100)         | 1              |
| Канада (Billboard CHR/Top 40)               | 1              |
| Канада (Billboard Hot AC)                   | 20             |
| Китай (Airplay/FL, Billboard)               | 5              |
| СНГ (TopHit Airplay)                        | 1              |
| Колумбия (National-Report)                  | 36             |
| Коста-Рика (Monitor Latino)                 | 3              |
| Чехия (Rádio — Top 100)                     | 49             |
| Чехия (Singles Digitál Top 100)             | 1              |
| Дания (Tracklisten)                         | 2              |
| Эквадор (National-Report)                   | 23             |
| Эстония (Eesti Tipp-40)                     | 1              |
| Европа (Euro Digital Songs, Billboard)      | 1              |
| Финляндия (Suomen virallinen lista)         | 1              |
| Франция (SNEP)                              | 2              |
| Германия (GfK)                              | 4              |
| Греция (IFPI)                               | 1              |
| Гватемала (Monitor Latino)                  | 4              |
| Венгрия (Single Top 40)                     | 1              |
| Венгрия (Stream Top 40)                     | 1              |
| Исландия (Tonlist)                          | 1              |
| Ирландия (IRMA)                             | 1              |
| Израиль (Media Forest)                      | 1              |
| Италия (FIMI)                               | 5              |
| Япония (Japan Hot 100)                      | 21             |
| Латвия (LAIPA)                              | 1              |
| Ливан (Lebanese Top 20)                     | 6              |
| Литва (AGATA)                               | 1              |
| Люксембург (Billboard)                      | 7              |
| Малайзия (RIM)                              | 1              |
| Мексика (Mexico Airplay)                    | 4              |
| Нидерланды (Dutch Top 40)                   | 9              |
| Нидерланды (Mega Top 50)                    | 8              |
| Нидерланды (Single Top 100)                 | 4              |
| Новая Зеландия (Recorded Music NZ)          | 1              |
| Норвегия (VG-lista)                         | 1              |
| Панама (Monitor Latino)                     | 15             |
| Португалия (AFP)                            | 1              |
| Пуэрто-Рико (Monitor Latino)                | 6              |
| Румыния (Airplay 100)                       | 5              |
| Россия (TopHit)                             | 7              |
| Шотландия (OCC Scotland)                    | 1              |
| Сингапур (RIAS)                             | 1              |
| Словакия (Singles Digitál Top 100)          | 1              |
| Республика Корея (Gaon)                     | 26             |
| Испания (PROMUSICAE)                        | 5              |
| Швеция (Sverigetopplistan)                  | 1              |
| Швейцария (Schweizer Hitparade)             | 1              |
| Украина (TopHit)                            | 8              |
| Великобритания (OCC UK Singles)             | 1              |
| США (Billboard Hot 100)                     | 1              |
| США (Billboard Adult Pop Airplay)           | 14             |
| США (Billboard Dance Club Songs)            | 1              |
| США (Billboard Dance/Mix Show Airplay)      | 4              |
| США (Billboard Pop Airplay)                 | 1              |
| США (Billboard Rhythmic)                    | 3              |
| США (Rolling Stone Top 100)                 | 32             |
| Венесуэла (National-Report)                 | 3              |

Ремикс
| Чарт (2019)           | Высшая позиция |
| --------------------- | -------------- |
| Новая Зеландия (RMNZ) | 21             |

## Сертификации
| Регион | Сертификация          | Продажи    |
| --- | --------------------- | ---------- |
| Австралия (ARIA) | 8× Платиновый         | 560 000    |
| Австрия (IFPI Austria) | 2× Платиновый         | 60 000     |
| Бельгия (BEA) | Платиновый            | 40 000     |
| Бразилия (ABPD) | 6× Бриллиантовый      | 960 000    |
| Канада (Music Canada) | 7× Платиновый         | 560 000    |
| Дания (IFPI Danmark) | Платиновый            | 90 000     |
| Франция (SNEP) | Бриллиантовый         | 333 333    |
| Германия (BVMI) | Платиновый            | 400 000    |
| Венгрия (Mahasz) | Платиновый            | 4000       |
| Италия (FIMI) | Платиновый            | 50 000     |
| Мексика (AMPROFON) | 2× Платиновый+Золотой | 150 000    |
| Новая Зеландия (RMNZ) | Платиновый            | 30 000     |
| Норвегия (IFPI Norway) | 3× Платиновый         | 180 000    |
| Польша (ZPAV) | Бриллиантовый         | 250 000    |
| Португалия (AFP) | 3× Платиновый         | 30 000     |
| Испания (PROMUSICAE) | 2× Платиновый         | 80 000     |
| Швейцария (IFPI Switzerland) | Платиновый            | 20 000     |
| Великобритания (BPI) | 3× Платиновый         | 1 800 000  |
| США (RIAA) | 9× Платиновый         | 9 000 000  |
| Стриминг |                       |            |
| Япония (RIAJ) | Золотой               | 50 000 000 |
| Швеция (GLF) | 3× Платиновый         | 24 000 000 |
| Итого |                       |            |
| Мир | —                     | 13,300,000 |
| Данные о продажах + прослушиваниях приведены только на основе сертификации. · Данные только о прослушиваниях приведены на основе сертификации. |                       |            |

## Дата выхода
| Регион | Дата           | Формат                                     | Версия                                  | Лейбл    | Ист.    |
| ------ | -------------- | ------------------------------------------ | --------------------------------------- | -------- | ------- |
| Разные | 18 января 2019 | Цифровая дистрибуция потоковое мультимедиа | Оригинал                                | Republic |         |
| США    | 22 января 2019 | Contemporary hit radio                     | Оригинал                                | Republic | [ 114 ] |
| Разные | 1 февраля 2019 | Цифровая дистрибуция потоковое мультимедиа | Ремикс совместно с 2 Chainz             | Republic |         |
| Разные | 5 апреля 2019  | 7 дюймов                                   | Оригинальная и отредактированная версия | Republic |         |
| Разные | 12 апреля 2019 | Компакт-кассета                            | Оригинальная и отредактированная версия | Republic |         |